# Saint-Denis-d'Aclon
Saint-Denis-d'Aclon is een gemeente in het Franse departement Seine-Maritime (regio Normandië) en telt 196 inwoners (1999). De plaats maakt deel uit van het arrondissement Dieppe.

## Geografie
De oppervlakte van Saint-Denis-d'Aclon bedraagt 2,4 km², de bevolkingsdichtheid is 81,7 inwoners per km².
De onderstaande kaart toont de ligging van Saint-Denis-d'Aclon met de belangrijkste infrastructuur en aangrenzende gemeenten.

## Demografie
Onderstaande figuur toont het verloop van het inwonertal (bron: INSEE-tellingen).